# Carrer de l'Església (Valls)
Carrer de l'Església és un carrer del nucli de Valls (Alt Camp) inclòs en l'Inventari del Patrimoni Arquitectònic de Catalunya.

## Descripció
Comença davant la porta del campanar de l'Església de Sant Joan, perpendicularment al carrer de l'Escrivania. En el seu inici s'obre cap a la dreta, formant una petita plaça, dita dels Escolans. A partir d'aquest punt esdevé un carrer estret que baixa fins al carrer de Tomàs Caylà. Conté els arcs d'entrada de l'antic barri jueu, a l'altura del núm 11. Els edificis formen un conjunt unitari, i són, en la major part, de planta amb dos o tres pisos. Els balcons de tots ells sobresurten de la línia de façana més en el primer pis que en les parts altes, donant així entrada a la llum.

## Història
Aquest carrer està situat en el nucli més antic de la vila, a partir del qual es desenvolupà la seva configuració urbana. Degué sorgir entre els segles IX i XI, a l'entorn de la vella església de Sant Joan. L'evolució urbanística del carrer va seguir, possiblement, l'alineació del fins aleshores camí natural d'accés al clos inicial de la vila. En època medieval, se'l conegué pel nom de Vila-Closa, al qual van afegir-se d'altres apel·latius (carrer del front de la Vilaclosa. Davallada del Forn de la Vilaclosa i diversos noms relatius a l'exitència durant molt de temps d'un forn de coure pa. El seu nom actual data de mitjans s. XVI, coincidint amb la construcció de l'actual església de Sant Joan.